# Philodromus rufus vibrans
Philodromus rufus vibrans is een spinnenondersoort in de taxonomische indeling van de renspinnen (Philodromidae).
Het dier behoort tot het geslacht Philodromus. De wetenschappelijke naam van de soort werd voor het eerst geldig gepubliceerd in 1964 door Charles Denton Dondale.